# 亞當·吉布森
亞當·吉布森（英語：Adam Gibson，1986年10月30日—），澳大利亞籃球運動員。他現在效力於澳大利亞籃球聯賽球隊阿德萊德。他也代表澳大利亞國家籃球隊參賽。